# Karenis
Karenis (in armeno Կարենիս?, in passato Gyumush) è un comune dell'Armenia di 970 abitanti (2008) della provincia di Kotayk'.